# Csabdi, Fejér
Csabdi  este un sat în districtul Bicske, județul Fejér, Ungaria, având o populație de 1.179 de locuitori (2011). 

## Demografie
Componența etnică a satului Csabdi
     Maghiari (97,79%)
     Germani (1,1%)
     Necunoscut (0,83%)
     Români (0,28%)
     Alții (0,83%)
Componența confesională a satului Csabdi
     Reformați (27,23%)
     Fără religie (12,89%)
     Luterani (2,37%)
     Necunoscută (57,51%)
Conform recensământului din 2011, satul Csabdi avea 1.179 de locuitori. Din punct de vedere etnic, majoritatea locuitorilor (97,79%) erau maghiari, cu o minoritate de germani (1,1%). Apartenența etnică nu este cunoscută în cazul a 0,83% din locuitori. Nu există o religie majoritară, locuitorii fiind reformați (27,23%), persoane fără religie (12,89%) și luterani (2,37%). Pentru 57,51% din locuitori nu este cunoscută apartenența confesională.